# Sieger Baukema

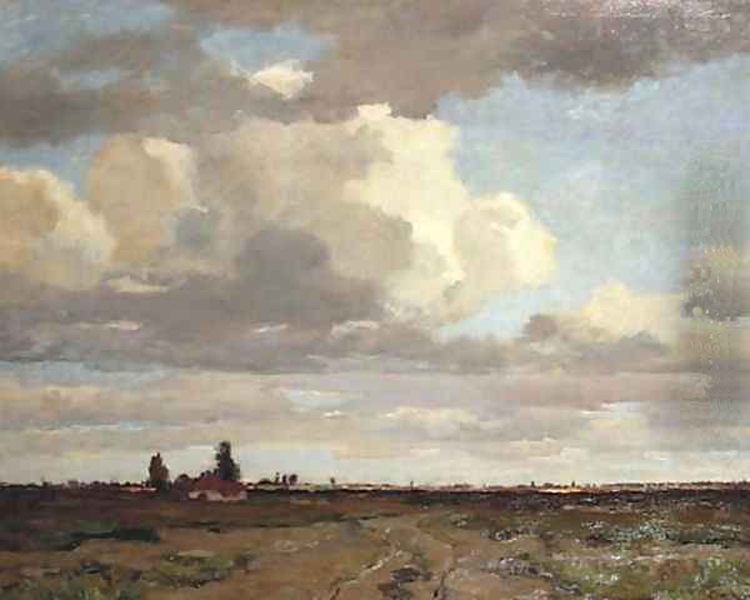
Herbsthimmel

Sieger Jan Baukema (* 3. April 1852 in Oudemirdum Gaasterlân-Sleat; † 10. September 1936 in Arnhem) war ein niederländischer Landschaftsmaler und Kunstpädagoge.
Baukema war Student der Academie Minerva in Groningen unter der Leitung von Johannes Hinderikus Egenberger, studierte dann an der Polytechnischen Schule in Delft bei Paul Tetar van Elven und Adolf le Comte. Malte und zeichnete Porträts, später mehr Landschaften, teilweise auf Anraten von Théophile de Bock. 
Baukema heiratete 1887 die Malerin Maria Johanna Philipse. 
Lebte und arbeitete in Oudemirdum (zunächst als Lehrer), Groningen, Delft, von 1882 bis 1884 in Deventer, ab 1884 in Arnhem. 
Von 1881 bis 1884 war er Zeichenlehrer an der Hogereburgerschool in Deventer und Direktor der dortigen Zeichenschule, von 1884 bis 1896 Direktor (von 1896 bis 1914 aus gesundheitlichen Gründen stellvertretender Direktor und Lehrer) der „Kunstpraktijk“ in Arnheim. War Mitglied von „Arti et Amicitiae“ in Arnhem. 
Zu seinen Schülerinnen und Schülern gehörten: Wijnanda Dekker, Anna Maria Hendriks, Anton Jakma, Elisabeth Mathilda Keer, Louis de Leeuw, Mien Varchant, Antoon Markus, Arend Jan Nieuwenhuis, Leontine Ort van Schonauwen, Emma Portheine-Rink, Thamine Tadama-Groeneveld, Fokko Tadama, Paul van der Ven, Henri Verstijnen, Willem Jan Willemsen. 